# Karlstads och Filipstads valkrets
Karlstads och Filipstads valkrets var i riksdagsvalen till andra kammaren 1866–1893 en egen valkrets med ett mandat. Valkretsen, som alltså omfattade städerna Karlstad och Filipstad, avskaffades inför valet 1896 då Karlstad bildade Karlstads valkrets medan Filipstad gick till Kristinehamns, Filipstads och Askersunds valkrets.

## Riksdagsmän
- Anton Niklas Sundberg (1867–1872)
- Frans Mæchel (1873–1875)
- Claes Herman Rundgren (1876–1882)
- Carl Lundström (1883–vårsessionen 1887)
- Gullbrand Elowson, AK:s c 1889–1894, fr c 1895–1896 (höstsessionen 1887–1896)